# Fussball Club Luzern 2015-2016
Questa voce raccoglie le informazioni riguardanti il Fussball Club Luzern nelle competizioni ufficiali della stagione 2015-2016.

## Stagione
Nella stagione 2015-2016 il Lucerna, allenato da Markus Babbel, concluse il campionato di Super League al 3º posto. In Coppa Svizzera il Lucerna fu eliminato in semifinale dal Lugano.

## Rosa
| N. |                     | Ruolo | Calciatore           |
| -- | ------------------- | ----- | -------------------- |
| 1  | Svizzera (bandiera) | P     | David Zibung         |
| 4  | Germania (bandiera) | D     | Sebastian Schachten  |
| 5  | Croazia (bandiera)  | D     | Kaja Rogulj          |
| 6  | Svizzera (bandiera) | D     | Remo Arnold          |
| 7  | Svizzera (bandiera) | D     | Claudio Lustenberger |
| 8  | Albania (bandiera)  | C     | Jahmir Hyka          |
| 9  | Svizzera (bandiera) | A     | Michael Frey         |
| 10 | Austria (bandiera)  | C     | Jakob Jantscher      |
| 13 | Croazia (bandiera)  | D     | Tomislav Puljić      |
| 14 | Svizzera (bandiera) | D     | Jérôme Thiesson      |
| 15 | Svizzera (bandiera) | A     | Marco Schneuwly      |
| 16 | Svizzera (bandiera) | D     | François Affolter    |
| 18 | Italia (bandiera)   | P     | Lorenzo Bucchi       |

| N. |                       | Ruolo | Calciatore          |
| -- | --------------------- | ----- | ------------------- |
| 19 | Croazia (bandiera)    | C     | Frane Čirjak        |
| 20 | Svizzera (bandiera)   | C     | Christian Schneuwly |
| 23 | Mauritania (bandiera) | D     | Sally Sarr          |
| 27 | Germania (bandiera)   | D     | Nico Brandenburger  |
| 28 | Germania (bandiera)   | C     | Clemens Fandrich    |
| 31 | Kosovo (bandiera)     | C     | Hekuran Kryeziu     |
| 32 | Svizzera (bandiera)   | C     | Nicolas Haas        |
| 35 | Svizzera (bandiera)   | D     | Yannick Schmid      |
| 37 | Svizzera (bandiera)   | C     | João Oliveira       |
| 47 | Tunisia (bandiera)    | D     | Ferid Matri         |
| 61 | Germania (bandiera)   | A     | Samed Yeşil         |
| 77 | Germania (bandiera)   | C     | Markus Neumayr      |

## Organigramma societario
Area tecnica
- Allenatore: Markus Babbel
- Allenatore in seconda: Michael Silberbauer, Roland Vrabec
- Preparatore dei portieri: Daniel Böbner
- Preparatori atletici: Norbert Fischer, Christian Schmidt

## Calciomercato

### Sessione estiva
| Acquisti | Acquisti            | Acquisti            | Acquisti |
| R.       | Nome                | da                  | Modalità |
| -------- | ------------------- | ------------------- | -------- |
| A        | Samed Yeşil         | Liverpool           |          |
| C        | Migjen Basha        | ?                   |          |
| C        | Frane Čirjak        | Zara                |          |
| D        | Remo Arnold         | Lucerna II          |          |
| D        | Nico Brandenburger  | Borussia M'gladbach |          |
| C        | Clemens Fandrich    | Erzgebirge Aue      |          |
| C        | João Oliveira       | Lucerna II          |          |
| D        | Olivier Kleiner     | Lucerna II          |          |
| C        | Hekuran Kryeziu     | Vaduz               |          |
| A        | Haxhi Neziraj       | Wohlen              |          |
| D        | Sebastian Schachten | St. Pauli           |          |

| Cessioni | Cessioni             | Cessioni                   | Cessioni |
| R.       | Nome                 | a                          | Modalità |
| -------- | -------------------- | -------------------------- | -------- |
| D        | Fidan Aliti          | Template:Calcio FC Sheriff |          |
| C        | Thierry Doubaï       | Bnei Yehuda                |          |
| A        | Haxhi Neziraj        | Sciaffusa                  |          |
| A        | Omar Thali           | Kriens                     |          |
| A        | Cristian Florin Ianu | Sciaffusa                  |          |
| C        | Ridge Mobulu         | Aarau                      |          |
| P        | Jonas Omlin          | Le Mont                    |          |
| C        | Adrian Winter        | Orlando City               |          |
| C        | Alain Wiss           | San Gallo                  |          |

### Sessione invernale
| Acquisti | Acquisti            | Acquisti | Acquisti |
| R.       | Nome                | da       | Modalità |
| -------- | ------------------- | -------- | -------- |
| A        | Michael Frey        | Lilla    |          |
| C        | Markus Neumayr      | Vaduz    |          |
| D        | Ferid Matri         | Le Mont  |          |
| C        | Christian Schneuwly | Zurigo   |          |

| Cessioni | Cessioni        | Cessioni      | Cessioni |
| R.       | Nome            | a             | Modalità |
| -------- | --------------- | ------------- | -------- |
| C        | Migjen Basha    | Como          |          |
| C        | Remo Freuler    | Atalanta      |          |
| A        | Darío Lezcano   | Ingolstadt 04 |          |
| D        | Olivier Kleiner | Wohlen        |          |

## Risultati

### Super League

#### Prima fase, girone di andata
| Arbitro: | Klossner |

|                        |           |                         |
| Hyka 90’ Schneuwly 90’ | Marcatori | 34’ Konaté 52’ Assifuah |

| Arbitro: | Hänni |

|             |           |             |
| Bertone 12’ | Marcatori | 34’ Lezcano |

| Arbitro: | Pache |

|  |           |             |
|  | Marcatori | 89’ Lezcano |

| Arbitro: | Schärer |

|            |           |                             |
| Lezcano 3’ | Marcatori | 27’, 33’ Embolo 90’ Delgado |

| Arbitro: | Hänni |

|  |           |            |
|  | Marcatori | 53’ Tréand |

| Arbitro: | Klossner |

|                          |           |                                                               |
| Schneuwly 50’ Sadiku 84’ | Marcatori | 57’ Jantscher 72’ (rig.), 86’ (rig.), 90’ Lezcano 89’ Kryeziu |

| Arbitro: | Jancevski |

|  |           |             |
|  | Marcatori | 64’ Lezcano |

| Arbitro: | San |

|                                       |           |                                 |
| Lezcano 11’, 77’ (rig.) Schneuwly 16’ | Marcatori | 23’ Ravet 26’ Pnishi 87’ Dabour |

| Arbitro: | Erlachner |

|            |           |                            |
| Grippo 45’ | Marcatori | 52’ Schneuwly 85’ Affolter |

#### Prima fase, girone di ritorno
| Arbitro: | Schärer |

|           |           |  |
| Yeşil 51’ | Marcatori |  |

| Arbitro: | Jancevski |

|                            |           |                        |
| Thiesson 67’ Schneuwly 73’ | Marcatori | 21’ Rossini 90’ Čulina |

| Arbitro: | Schörgenhofer |

|           |           |  |
| Dabour 5’ | Marcatori |  |

| Arbitro: | Jaccottet |

|               |           |                 |
| Schneuwly 63’ | Marcatori | 87’ Kukuruzović |

| Arbitro: | Klossner |

|           |           |  |
| Salli 33’ | Marcatori |  |

| Arbitro: | Bieri |

|                           |           |  |
| Carlitos 33’ Assifuah 62’ | Marcatori |  |

| Arbitro: | Jaccottet |

|               |           |  |
| Schachten 52’ | Marcatori |  |

| Arbitro: | Klossner |

|                                   |           |  |
| Bjarnason 7’ Callà 26’ Elneny 32’ | Marcatori |  |

| Arbitro: | Bieri |

|                                               |           |            |
| Schneuwly 15’ Wüthrich 47’ (aut.) Freuler 56’ | Marcatori | 63’ Gerndt |

#### Seconda fase, girone di andata
| Arbitro: | Schärer |

|                                              |           |  |
| Bjarnason 50’ Delgado 72’ (rig.) Steffen 85’ | Marcatori |  |

| Arbitro: | Jaccottet |

|               |           |                        |
| Schachten 90’ | Marcatori | 28’ Grgić 73’ Keržakov |

| Arbitro: | San |

|  |           |             |
|  | Marcatori | 40’ Aleksić |

| Arbitro: | Amhof |

|                             |           |            |
| Gkekas 7’, 65’ Assifuah 59’ | Marcatori | 76’ Puljić |

| Arbitro: | Erlachner |

|                                               |           |                        |
| Rochat 25’ Hoarau 30’, 59’, 84’ Sulejmani 74’ | Marcatori | 44’ Schneuwly 47’ Hyka |

| Arbitro: | Jaccottet |

|                       |           |               |
| Frey 7’ Schneuwly 81’ | Marcatori | 76’ Sabbatini |

| Arbitro: | Klossner |

|             |           |               |
| Wittwer 53’ | Marcatori | 35’ Schneuwly |

| Arbitro: | San |

|                                                                     |           |            |
| Neumayr 10’ (rig.), 16’ (rig.) Schneuwly 33’ Schneuwly 68’ Hyka 74’ | Marcatori | 12’ Bühler |

| Arbitro: | Bieri |

|          |           |             |
| Caio 74’ | Marcatori | 60’ Neumayr |

#### Seconda fase, girone di ritorno
| Arbitro: | Pache |

|  |           |               |
|  | Marcatori | 47’ Schneuwly |

| Arbitro: | Hänni |

|                        |           |                          |
| Frey 20’ Schneuwly 61’ | Marcatori | 5’ Lecjaks 21’, 63’ Kubo |

| Arbitro: | Erlachner |

|                                                     |           |  |
| Schneuwly 34’ Neumayr 38’ (rig.) Sulmoni 79’ (aut.) | Marcatori |  |

| Arbitro: | Schnyder |

|          |           |             |
| Donis 4’ | Marcatori | 74’ Neumayr |

| Arbitro: | Erlachner |

|                |           |                                    |
| Janjatović 35’ | Marcatori | 63’ (rig.) Jantscher 86’ Schneuwly |

| Arbitro: | Bieri |

|                                           |           |  |
| Jantscher 17’ (rig.), 80’ (rig.) Frey 37’ | Marcatori |  |

| Arbitro: | Schärer |

|                                                     |           |  |
| Schneuwly 7’ Jantscher 11’ (rig.) Hyka 48’ Haas 60’ | Marcatori |  |

| Arbitro: | Bieri |

|           |           |                                                |
| Salli 65’ | Marcatori | 6’ Puljić 48’ Frey 56’ Schneuwly 70’ Jantscher |

| Arbitro: | Hänni |

|                                   |           |                 |
| Zverotić 69’ (aut.) Schneuwly 90’ | Marcatori | 35’, 59’ Gkekas |

### Coppa Svizzera
| Ginevra 16 agosto 2015, ore 15:30 CEST Primo turno                                                                           | Servette  | 2 – 5 referto                                                 | Lucerna | Stade de Genève (2 625 spett.) |
| \| \| \| \| \| Gazzetta 65’ Guillemenot 77’ \| Marcatori \| 28’ Hyka 33’ Schneuwly 43’ Jantscher 70’ Lezcano 90’ Oliveira \| |           |                                                               |         |                                |
| |           |                                                               |         |                                |
| Gazzetta 65’ Guillemenot 77’                                                                                                 | Marcatori | 28’ Hyka 33’ Schneuwly 43’ Jantscher 70’ Lezcano 90’ Oliveira |         |                                |

| Neuchâtel 20 settembre 2015, ore 15:00 CEST Secondo turno                                                      | Neuchâtel Xamax | 2 – 4 referto                                            | Lucerna | La Maladière |
| \| \| \| \| \| Doudin 5’ Mveng 52’ \| Marcatori \| 21’ (rig.) Jantscher 35’ Hyka 46’ Schneuwly 87’ Fandrich \| |                 |                                                          |         |              |
| |                 |                                                          |         |              |
| Doudin 5’ Mveng 52’                                                                                            | Marcatori       | 21’ (rig.) Jantscher 35’ Hyka 46’ Schneuwly 87’ Fandrich |         |              |

| San Gallo 28 ottobre 2015, ore 20:00 CET Ottavi di finale                                        | San Gallo | 2 – 3 referto                           | Lucerna | AFG Arena (6 081 spett.) |
| \| \| \| \| \| Lang 24’ Čavušević 90’ \| Marcatori \| 12’ Fandrich 23’ Schneuwly 39’ Thiesson \| |           |                                         |         |                          |
|                                                                                                  |           |                                         |         |                          |
| Lang 24’ Čavušević 90’                                                                           | Marcatori | 12’ Fandrich 23’ Schneuwly 39’ Thiesson |         |                          |

| Arbitro: | Bieri |

|                            |           |                                        |
| N'Ganga 4’, 90’ Romano 55’ | Marcatori | 9’, 79’ Schneuwly 60’ Hyka 76’ Lezcano |

| Arbitro: | Schärer |

|                      |           |               |
| Schneuwly 45’ (rig.) | Marcatori | 2’, 51’ Donis |

## Statistiche

### Statistiche di squadra
| Competizione   | Punti | In casa | In casa | In casa | In casa | In casa | In casa | In trasferta | In trasferta | In trasferta | In trasferta | In trasferta | In trasferta | Totale | Totale | Totale | Totale | Totale | Totale | DR  |
| Competizione   | Punti | G       | V       | N       | P       | Gf      | Gs      | G            | V            | N            | P            | Gf           | Gs           | G      | V      | N      | P      | Gf     | Gs     | DR  |
| -------------- | ----- | ------- | ------- | ------- | ------- | ------- | ------- | ------------ | ------------ | ------------ | ------------ | ------------ | ------------ | ------ | ------ | ------ | ------ | ------ | ------ | --- |
| Super League   | 54    | 18      | 8       | 5       | 5       | 36      | 23      | 18           | 7            | 4            | 7            | 23           | 27           | 36     | 15     | 9      | 12     | 59     | 50     | +9  |
| Coppa Svizzera | -     | 1       | 0       | 0       | 1       | 1       | 2       | 4            | 4            | 0            | 0            | 16           | 9            | 5      | 4      | 0      | 1      | 17     | 11     | +6  |
| Totale         | 54    | 19      | 8       | 5       | 6       | 37      | 25      | 22           | 11           | 4            | 7            | 39           | 36           | 41     | 19     | 9      | 13     | 76     | 61     | +15 |

### Andamento in campionato
| Giornata  | 1 | 2 | 3 | 4 | 5 | 6 | 7 | 8 | 9 | 10 | 11 | 12 | 13 | 14 | 15 | 16 | 17 | 18 | 19 | 20 | 21 | 22 | 23 | 24 | 25 | 26 | 27 | 28 | 29 | 30 | 31 | 32 | 33 | 34 | 35 | 36 |
| --------- | - | - | - | - | - | - | - | - | - | -- | -- | -- | -- | -- | -- | -- | -- | -- | -- | -- | -- | -- | -- | -- | -- | -- | -- | -- | -- | -- | -- | -- | -- | -- | -- | -- |
| Luogo     | C | T | T | C | C | T | T | C | T | C  | C  | T  | C  | T  | T  | C  | T  | C  | T  | C  | C  | T  | T  | C  | T  | C  | T  | T  | C  | C  | T  | T  | C  | C  | T  | C  |
| Risultato | N | N | V | P | P | V | V | N | V | V  | N  | P  | N  | P  | P  | V  | P  | V  | P  | P  | P  | P  | P  | V  | N  | V  | N  | V  | P  | V  | N  | V  | V  | V  | V  | N  |
| Posizione | 4 | 6 | 3 | 5 | 8 | 4 | 3 | 5 | 4 | 4  | 4  | 4  | 4  | 4  | 5  | 4  | 4  | 4  | 4  | 5  | 5  | 7  | 7  | 7  | 7  | 5  | 5  | 5  | 5  | 5  | 5  | 5  | 5  | 3  | 3  | 3  |

Legenda:

Luogo: C = Casa; T = Trasferta. Risultato: V = Vittoria; N = Pareggio; P = Sconfitta.

### Statistiche dei giocatori
| Giocatore        | Super League | Super League | Super League | Super League | Coppa Svizzera | Coppa Svizzera | Coppa Svizzera | Coppa Svizzera | Totale   | Totale | Totale      | Totale     |
| Giocatore        | Presenze     | Reti         | Ammonizioni  | Espulsioni   | Presenze       | Reti           | Ammonizioni    | Espulsioni     | Presenze | Reti   | Ammonizioni | Espulsioni |
| ---------------- | ------------ | ------------ | ------------ | ------------ | -------------- | -------------- | -------------- | -------------- | -------- | ------ | ----------- | ---------- |
| F. Affolter      | 32           | 1            | 7            | 0            | 4              | 0              | 1              | 0              | 36       | 1      | 8           | 0          |
| F. Aliti         | 0            | 0            | 0            | 0            | 0              | 0              | 0              | 0              | 0        | 0      | 0           | 0          |
| R. Arnold        | 7            | 0            | 1            | 0            | 2              | 0              | 0              | 0              | 9        | 0      | 1           | 0          |
| M. Basha         | 7            | 0            | 2            | 0            | 3              | 0              | 2              | 0              | 10       | 0      | 4           | 0          |
| N. Brandenburger | 0            | 0            | 0            | 0            | 1              | 0              | 0              | 0              | 1        | 0      | 0           | 0          |
| L. Bucchi        | 0            | 0            | 0            | 0            | 2              | 0              | 0              | 0              | 2        | 0      | 0           | 0          |
| T. Doubaï        | 1            | 0            | 1            | 0            | 0              | 0              | 0              | 0              | 1        | 0      | 1           | 0          |
| C. Fandrich      | 22           | 0            | 3            | 0            | 4              | 2              | 0              | 0              | 26       | 2      | 3           | 0          |
| R. Freuler       | 18           | 1            | 3            | 0            | 4              | 0              | 0              | 0              | 22       | 1      | 3           | 0          |
| M. Frey          | 16           | 4            | 4            | 0            | 1              | 0              | 0              | 0              | 17       | 4      | 4           | 0          |
| N. Haas          | 24           | 1            | 2            | 0            | 5              | 0              | 0              | 0              | 29       | 1      | 2           | 0          |
| J. Hyka          | 35           | 4            | 1            | 0            | 5              | 3              | 0              | 0              | 40       | 7      | 1           | 0          |
| J. Jantscher     | 34           | 6            | 8            | 0            | 4              | 2              | 2              | 0              | 38       | 8      | 10          | 0          |
| O. Kleiner       | 0            | 0            | 0            | 0            | 1              | 0              | 0              | 0              | 1        | 0      | 0           | 0          |
| H. Kryeziu       | 27           | 1            | 10           | 0            | 3              | 0              | 2              | 0              | 30       | 1      | 12          | 0          |
| D. Lezcano       | 12           | 9            | 3            | 1            | 2              | 2              | 1              | 0              | 14       | 11     | 4           | 1          |
| C. Lustenberger  | 25           | 0            | 7            | 0            | 2              | 0              | 0              | 0              | 27       | 0      | 7           | 0          |
| F. Matri         | 0            | 0            | 0            | 0            | 0              | 0              | 0              | 0              | 0        | 0      | 0           | 0          |
| M. Neumayr       | 12           | 5            | 0            | 0            | 1              | 0              | 0              | 0              | 13       | 5      | 0           | 0          |
| J. Oliveira      | 16           | 0            | 0            | 0            | 1              | 1              | 0              | 0              | 17       | 1      | 0           | 0          |
| T. Puljić        | 28           | 2            | 6            | 0            | 5              | 0              | 2              | 0              | 33       | 2      | 8           | 0          |
| K. Rogulj        | 6            | 0            | 3            | 0            | 0              | 0              | 0              | 0              | 6        | 0      | 3           | 0          |
| S. Sarr          | 11           | 0            | 4            | 0            | 1              | 0              | 1              | 0              | 12       | 0      | 5           | 0          |
| S. Schachten     | 19           | 2            | 4            | 0            | 3              | 0              | 1              | 0              | 22       | 2      | 5           | 0          |
| Y. Schmid        | 3            | 0            | 0            | 0            | 0              | 0              | 0              | 0              | 3        | 0      | 0           | 0          |
| C. Schneuwly     | 17           | 2            | 3            | 0            | 1              | 0              | 0              | 0              | 18       | 2      | 3           | 0          |
| M. Schneuwly     | 36           | 16           | 6            | 0            | 5              | 6              | 0              | 0              | 41       | 22     | 6           | 0          |
| J. Thiesson      | 36           | 1            | 3            | 0            | 5              | 1              | 0              | 0              | 41       | 2      | 3           | 0          |
| S. Yeşil         | 14           | 1            | 0            | 0            | 2              | 0              | 2              | 0              | 16       | 1      | 2           | 0          |
| D. Zibung        | 36           | 0            | 2            | 0            | 3              | 0              | 0              | 0              | 39       | 0      | 2           | 0          |
| F. Čirjak        | 1            | 0            | 0            | 0            | 0              | 0              | 0              | 0              | 1        | 0      | 0           | 0          |